# Antipolo
Antipolo é uma cidade de primeira classe de renda da cidade na província Rizal, nas Filipinas. De acordo com o censo de 1 maio  de  2020 possui uma população de 887 399 pessoas e 208 324 domicílios.